# Cristina Cini
Cristina Cini (Firenze, 11 luglio 1969) è un'ex assistente arbitrale di calcio italiana.

## Carriera

### Nazionale
(Dalla motivazione del premio Marisa Belisario 2003)
È la prima donna italiana a svolgere il ruolo di Assistente dell'Arbitro nel calcio professionistico italiano. Dal 2009 viene raggiunta nella massima categoria dalla più giovane collega Romina Santuari, appartenente alla Sezione AIA di Trento.
Fa il suo esordio in Serie B nel campionato 2002/2003 assistendo l'arbitro Antonio Dattilo in Triestina-Venezia 1-2, il 14 settembre del 2002. A fine campionato, il 24 maggio 2003, debutta finalmente nel campionato di Serie A, coadiuvando Tiziano Pieri nella partita Juventus-Chievo 4-3.
Il 3 luglio 2010, con la scissione tra CAN A e CAN B, viene inserita nell'organico della CAN B.
Il 2 luglio 2012 viene dismessa per normale avvicendamento dalla CAN B, ponendo così fine alla sua carriera, con un bilancio di 43 partite "assistite" nella massima serie.

### Internazionale
Nel 2004 raggiunge anche l'importante traguardo della nomina ad assistente internazionale nel calcio femminile. Il 15 maggio del 2005 arriva la prima designazione importante in occasione nella finale d'andata della UEFA Women's Cup dove assiste Anna De Toni.
Nel giugno 2007, viene indicata dalla FIFA come assistente di riserva in vista dei mondiali di calcio donne in Cina a fine anno: poi, a causa delle defezioni di alcune colleghe incapaci di superare i severi test atletici alla vigilia del torneo, la Cini viene promossa da riserva a titolare, diventando la prima rappresentante italiana a essere impegnata come ufficiale di gara in questa prestigiosa manifestazione iridata. Durante il torneo ottiene quattro presenze, comprese quella in occasione del quarto di finale tra Norvegia e Cina, e della semifinale tra Germania e Norvegia.
Il 15 agosto 2007 fa l'esordio ufficiale in una gara di UEFA Champions League, coadiuvando Matteo Trefoloni in occasione dell'andata del terzo turno preliminare della competizione tra Bate Borisov e Steaua Bucarest, risultando la prima donna italiana impegnata nella direzione di una competizione maschile europea.
Nel 2008 viene selezionata come assistente in vista delle Olimpiadi di Pechino (torneo di calcio femminile), e durante il torneo assiste la svizzera Nicole Petignat in Norvegia-Stati Uniti (2-0), Argentina-Cina (0-2) e in occasione della semifinale, disputata il 18 agosto al "Workers' Stadium" della capitale cinese di fronte a 51.000 spettatori, tra Stati Uniti e Giappone, con vittoria delle statunitensi - poi vincitrici della medaglia d'oro - per 4 a 2.
Un'altra prestigiosa designazione internazionale le è stata affidata dalla FIFA nel novembre-dicembre 2008, ovvero la partecipazione alla quarta edizione dei Mondiali femminili Under 20 disputati in Cile: è stata impiegata in due partite del primo turno, ambedue disputate a Chillan: Stati Uniti - Argentina 3-0 e Giappone - Repubblica Democratica del Congo 3-1.
Altra partecipazione ad un torneo mondiale FIFA giovanile: nel settembre 2010 si trasferisce, insieme alla collega Romina Santuari, a Trinidad e Tobago per il mondiale Under 17. La gara più prestigiosa per la coppia italiana è la semifinale tra il vittorioso Giappone e la Corea del Nord, arbitrata dall'ungherese Gaal.
Nel giugno 2011 partecipa come assistente, per la seconda volta consecutiva, ai Mondiali donne in programma in Germania: durante la prima (diventata poi l'unica) partita alla quale prende parte in questo torneo, Australia-Guinea Equatoriale, né lei né l'arbitro a cui era abbinata, ancora l'ungherese Gaal, si accorgono di un clamoroso fallo di mano in area compiuto dalla giocatrice guineana Bruna, lasciando incredibilmente proseguire il gioco.
Il 15 dicembre 2015 a Scandicci le viene assegnato il riconoscimento "Notte del Pallone rosa - Premio Maria Nisticò"  1ª Edizione.

### Un passato da atleta
Ex velocista, avendo praticato per anni l'atletica leggera, ha anche l'hobby della pittura.